# Wincenty Wodziński
Wincenty Karol Marcin Wodziński herbu Jastrzębiec (ur. 11 listopada 1851 r. w Śmiłowicach, zm. 22 lipca 1937 w Koninie) – polski hrabia, obrońca sądowy, burmistrz Konina, przewodniczący rady miejskiej, współzałożyciel Stowarzyszenia Robotników Chrześcijańskich.

## Życiorys
Urodził się 11 listopada 1851 roku w Śmiłowicach. Był synem Edmunda Feliksa Ignacego Wodzińskiego herbu Jastrzębiec oraz Filipiny Ludwiki Katarzyny Woydy.
Wincenty Wodziński był współzałożycielem powstałego w 1906 roku Stowarzyszenia Robotników Chrześcijańskich. Jako obrońca sądowy kilkukrotnie bronił członków tego stowarzyszenia przed sądem. Ponadto udzielał również bezinteresownych porad prawnych.
Od lipca 1915 do kwietnia 1917 oraz od 7 sierpnia 1919 do 31 lipca 1922 (mimo złożonej 17 stycznia 1921 roku rezygnacji) pełnił funkcję burmistrza Konina. Od maja 1917 do sierpnia 1919 był przewodniczącym rady miejskiej.
Około 1870 roku ożenił się z hrabiną Klaudią Jelską herbu Pielesz, z którą nie miał dzieci.
Jego krewną była malarka Maria Wodzińska.
Zmarł 22 lipca 1937 roku w Koninie.